# Carex merritt-fernaldii
Carex merritt-fernaldii là một loài thực vật có hoa trong họ Cói. Loài này được Mack. mô tả khoa học đầu tiên năm 1922 publ. 1923.